# Кюллен, Мишель
Мишель Кюллен (фр. Michel Cullin; 17 сентября 1944, Антони — 3 марта 2020, Вена) — «maître de conférences» университета в Ницце.

## Биография
После окончания изучения политики и германистики (1962-1965) в Париже, Мишель Кюллен был сначала «Assistant de français» в Терезианум в Вене, прежде чем он принимал работу как «Lecteur de français» в университете Вены (в 1967—1969). С 1971 по 1976 год Мишел Куллин был «Assistant d’allemand», с 1976 по 1980 год «Maître-assistant de civilisation autrichienne» и, наконец, «Maître de conférences de civilisation autrichienne» (в 1980—1982 годах) в университете Орлеана.
Также он работал французским корреспондентом для Австрийского радио (ORF) и был директором «club franco-allemand».
C 1982 по 1986 год — директор французского института в Вене.
С 1998 по 1999 год действовал впервые как «Maître de conférences» в университете Ниццы.
С 1999 по 2003 год работал заместителем генерального секретаря «Франко-немецкого бюро по делам молодёжи» прежде чем он возвратился в Ниццу (2004).
Кюллен не только доцент, журналист или исследователь, он также работал ещё со студенческих времён в политической сфере.
Награждён австрийским Почётным знаком «За науку и искусство» 1-го класса.
Являлся заместителем Всемирного союза человека и членом международного совета в Австрийской службе за границей.